# Zator płynem owodniowym
Zator płynem owodniowym (ang. amniotic fluid embolism, AFE) – rzadkie powikłanie ciąży. Zator płynem owodniowym jest piątą przyczyną zgonów ciężarnych. 
Pierwszy przypadek AFE przedstawił Meyer w 1926 roku. Dokładny opis przedstawili Steiner i Luschbaugh z University of Chicago w 1941 i ponownie w 1954 roku.
Częstość AFE szacuje się na 1:8 000–1:80 000 ciąż. W serii 272 pacjentek przeżyło 39 kobiet, co daje śmiertelność rzędu 86%.

## Patofizjologia
Płyn owodniowy może dostać się do układu krążenia matki poprzez rozerwane podczas porodu sploty żylne szyjki macicy. Ryzyko to związane jest również z cięciem cesarskim lub pęknięciem macicy, z mikrourazami podczas porodu, które mogą przyczynić się do przedostania się wód płodowych do układu krążenia krwi matki; z zabiegiem amniotomii. Płyn owodniowy po dostaniu się do układu krążenia kobiety może doprowadzić do reakcji zapalnej, a tym samym przyczynić się do zapaści przypominającej wstrząs anafilaktyczny lub septyczny. Sam proces zatoru płynem owodniowym oraz jego konsekwencje są poznane, jednak nadal nic nie wiadomo o indywidualnej podatności kobiet. W jego przebiegu dochodzi do nadciśnienia płucnego, następnie do niewydolności lewej komory serca i skurczu tętnic wieńcowych prowadzącego do niedokrwienia mięśnia sercowego. U około 40% kobiet, które przeżyły początkowy etap, rozwija się wtórna koagulopatia. Przyczyna tej koagulopatii nadal jest niewyjaśniona, choć wiadomo, że płyn owodniowy jest w tej sytuacji prokoagulantem. Istnieją doniesienia o wystąpieniu zatoru płynem owodniowym znacznie później, tzn. po cięciu cesarskim, a nie bezpośrednio podczas tej operacji. Sugeruje to, że opóźniona reakcja może wystąpić jako bezpośredni skutek znieczulenia przewodowego: mija blokada i powraca napięcie żylne, płyn owodniowy obecny w rozszerzonych żyłach macicy dopiero wtedy się przesuwa.

## Diagnoza
Rozpoznaje się go na podstawie badania sekcyjnego, podczas pośmiertnego badania histopatologicznego w płucach matki znajduje się płyn owodniowy lub elementy morfotyczne płodu. Jest także możliwość diagnozy u kobiet, które przeżyły zator, na podstawie badania próbki odwirowanej krwi pochodzącej z naczyń płucnych matki (pobranej z żył ośrodkowych) lub po znalezieniu elementów naskórka płodu w plwocinie. Badania te przeprowadza się wyłącznie w sytuacji, gdy stan matki jest ciężki. 
Znajduje się również grono naukowców, którzy przyznają, że diagnozę można postawić, opierając się tylko na objawach klinicznych. S. Clark podaje opis triady objawów: niedociśnienie, niedotlenienie i zaburzenia koagulacji. Istnieją również podejrzenia zatoru płynem owodniowym u zdrowych kobiet, gdy w sytuacji porodu, cięcia cesarskiego lub bezpośrednio po nim rozwija się niewydolność oddechowa lub krążeniowa.

## Objawy
Według analiz American Registry, objawy u kobiet zdiagnozowanych zatorem płynu owodniowego są następujące (w kolejności występowania):
- ciężki stan płodu,
- niedociśnienie,
- obrzęk płuc,
- sinica,
- koagulopatia,
- zaburzenia oddychania,
- drgawki,
- atonia macicy,
- skurcz oskrzeli[12],
- zatrzymanie pracy układu krążenia i oddechowego.

U poszczególnych kobiet objawy te mogą występować osobno lub w połączeniu z innymi oraz w zmienionej kolejności. U 10-15% kobiet mogą pojawić się drgawki jako pierwsze oznaki zatorowości i w takim przypadku może dojść do błędnej diagnozy - rzucawki. 

## Czynniki ryzyka
- nadmierna czynność skurczowa,
- wiek (starszy wiek rodzącej),
- ciąża mnoga,
- wieloródka,
- indukcja porodu/stymulacja czynności porodowej,
- inwazyjne zabiegi podczas porodu.